# Susana Montaner
Susana Montaner (castellà: Dora Susana Montaner Formoso)  (Tacuarembó, segle XX) és una advocada, escriva i política uruguaiana pertanyent al Partit Colorado.
És filla de Dora Formoso i del polític pachequista Jaime Montaner; seva germana Martha va ser diputada, senadora i secretària general del Partit Colorado.
Va ser elegida diputada pel seu departament en el sector Vamos Uruguay per al període 2015-2020. També integra el Parlament del Mercosur.
En 2019 s'adhereix al sector Batllistas i li brinda el seu suport a la precandidatura de Julio María Sanguinetti. A les eleccions parlamentàries d'octubre del 2019, Montaner va ser la tercera candidata titular al Senat per la llista del Batllisme.